# Molophilus (Molophilus) pilosulus
Molophilus (Molophilus) pilosulus is een tweevleugelige uit de familie steltmuggen (Limoniidae). De soort komt voor in het Australaziatisch gebied.